# Law of the Jungle
Law of the Jungle (en hangul, 정글의 법칙), es un concurso de telerrealidad de Corea del Sur estrenado el 21 de octubre de 2011 por la SBS.
El programa fue creado por Kim Byung-man y es narrado por el cantante Yoon Do-hyun.

## Historia
El programa es un programa documental de realidad y variedad, que sigue al comediante Kim Byung-man y a otros miembros mientras exploran y sobreviven a la naturaleza. Los miembros del reparto deben trabajar juntos para sobrevivir en la selva sin agua, comida o refugio, cada viaje es un desafío que pone a prueba sus destrezas.

## Miembros

### Miembros actuales
| Artista       | Ocupación                   | Episodios donde aparece                                   |
| ------------- | --------------------------- | --------------------------------------------------------- |
| Kim Byung-man | Comediante                  | 1 - presente                                              |
| Kangnam       | Cantante / Miembro de M.I.B | 163-165, 212-219, 229-233, 241-246, 252-255, 261-presente |

### Actuales artistas invitados
| Nombre        | Ocupación                  | Lugar                    | N.º de Episodios | Episodios donde aparece |
| ------------- | -------------------------- | ------------------------ | ---------------- | ----------------------- |
| Lee Yeon-bok  | -                          | Islas Marianas del Norte | -                | 349 - presente          |
| Ji Sang-ryeol | -                          | Islas Marianas del Norte | -                | 349 - presente          |
| Lee Tae-gon   | -                          | Islas Marianas del Norte | -                | 349 - presente          |
| Han Bo-reum   | Actriz                     | Islas Marianas del Norte | -                | 349 - presente          |
| Kim Yoon-sang | -                          | Islas Marianas del Norte | -                | 349 - presente          |
| Yugyeom       | Cantante / Miembro de Got7 | Islas Marianas del Norte | -                | 349 - presente          |
| Lu            | -                          | Islas Marianas del Norte | -                | 349 - presente          |

### Próximos artistas invitados
| Nombre         | Ocupación                     | Notas |
| -------------- | ----------------------------- | ----- |
| Lee Soo-geun   | Comediante                    | -     |
| Lee Tae-hwan   | Actor / Miembro de 5urprise   | -     |
| Choi Won-young | Actor                         | -     |
| Hongbin        | Cantante / Miembro de VIXX    | -     |
| Yang Jeong-won | Actriz                        | -     |
| Yerin          | Cantante / Miembro de GFriend | -     |

### Artistas invitados
(Para ver la lista completa de invitados ir a Elenco de Law of the Jungle.)
El programa ha tenido a varios artistas del espectáculo como invitados durante los episodios, algunos de ellos han sido: 
| Nombre          | Ocupación                          | Lugar                 | N.º de Episodios | Episodios donde apareció |
| --------------- | ---------------------------------- | --------------------- | ---------------- | ------------------------ |
| Kim Dong-jun    | Cantante / Miembro de ZE:A         | Isla de Dinawan       | 7                | 100 - 107                |
| Seo Ha-jun      | Actor                              | Isla de Dinawan       | 7                | 100 - 107                |
| Lee Min-woo     | Cantante / Miembro de Shinhwa      | Brasil                | 5                | 108 - 112                |
| Hyuk            | Cantante / Miembro de VIXX         | Brasil                | 5                | 112 - 116                |
| Lee Ki Kwang    | Cantante / Miembro de Highlight    | Islas Salomón         | 5                | 126 - 130                |
| Seo In-guk      | Cantante / Actor                   | Indochina / Mongolia  | 10               | 154 - 158, 229 - 233     |
| Park Hyung-sik  | Cantante / Miembro de ZE:A         | Indochina             | 5                | 158 - 162                |
| Ha-ha           | Cantante                           | Brunéi                | 3                | 175 - 177                |
| Jackson         | Cantante / Miembro de GOT7         | Nicaragua             | 3                | 178 - 180                |
| Yoon Doo-joon   | Cantante / Miembro de Highlight    | Samoa                 | 5                | 186 - 190                |
| Hong Jong-hyun  | Actor / Modelo                     | Panamá                | 4                | 195 - 198                |
| Jota            | Cantante / Miembro de Madtown      | Tonga                 | 5                | 203 - 207                |
| Seo Kang-joon   | Actor / Cantante de 5urprise       | Tonga                 | 9                | 203 - 211                |
| Seolhyun        | Cantante / Miembro de AOA          | Tonga                 | 4                | 208 - 211                |
| Hwang Chansung  | Cantante / Miembro de 2PM          | Tonga                 | 4                | 208 - 211                |
| Lee Hoon        | Actor                              | Tonga                 | 4                | 208 - 211                |
| Lee Sung-jong   | Cantante / Miembro de Infinite     | Tonga                 | 4                | 208 - 211                |
| Leeteuk         | Cantante / Miembro de Super Junior | Papúa Nueva Guinea    | 4                | 216 - 219                |
| Shownu          | Cantante / Miembro de Monsta X     | Papúa Nueva Guinea    | 4                | 216 - 219                |
| Kim Young-kwang | Actor                              | Nueva Caledonia       | 4                | 220 - 224                |
| Han Jae-suk     | Actor                              | Nueva Caledonia       | 4                | 225 - 228                |
| Eric Nam        | Cantante / Presentador             | Mongolia              | 4                | 234 – 237                |
| Jin             | Cantante / Miembro de BTS          | Kota Manado           | 5                | 247 - 251                |
| Kang Tae-oh     | Actor / Miembro de 5urprise        | Kota Manado, Sulawasi | 4                | 252 - 255                |
| Sung Hoon       | Actor                              | Nueva Zelanda         | 4                | 265 - 268                |
| Mark Tuan       | Cantante / Miembro de GOT7         | Nueva Zelanda         | 4                | 265 - 268                |
| Byungchan       | Actor / Miembro de VICTON          | Islas Cook            | 3                | 299 - 301                |

## Episodios
Actualmente el programa se encuentra transmitiendo su trigésima primera temporada.
Originalmente el programa fue titulado "Kim Byung-man's Law of the Jungle" y se agregaba el nombre del lugar donde se filmaba la temporada, sin embargo a partir del episodio 41 durante la sexta temporada se quitó el Kim Byung-man del título quedando sólo "Law of the Jungle" y agregando en cada temporada el nombre del lugar visitado.

### Especiales

#### Law of the Jungle W
Law of the Jungle Women muestra únicamente a celebridades mujeres (con excepción del "2012 4-Part Special" donde participó el actor Park Sang-myun), y se transmitió durante los días de fiesta de Seollal y Chuseok. La comediante Jung Joo-ri apareció durante los tres especiales.
El primer especial titulado "2012 Seollal Special", fue transmitido el 22 de enero del 2012 en la Isla de Palawan, en las Filipinas, al Sudeste de Asia. En el primer especial participaron: 
- La locutora y exconcursante de belleza surcoreana Kim Joo-hee.
- La comediante y fashionista surcoreana Kim Na-young.
- La actriz surcoreana Jeon Hye-bin.
- La comediante y actriz surcoreana Jung Joo-ri.
- La actriz surcoreana Hong Soo-ah.

El segundo especial titulado "2012 Chuseok Special" fue transmitido el 1 de octubre del 2012 y fue filmado en la Isla de Malakula, en Vanuatu, Oceanía, durante el segundo especial participaron:
- La actriz surcoreana Han Go-eun.
- La actriz surcoreana Jang Shin-young.[19]
- La comediante surcoreana Shin Bong-sun.
- La comediante y actriz surcoreana Jung Joo-ri.
- La cantante surcoreana Go Woo-ri.[20]

Finalmente el tercer especial titulado "2012 4-Part Special" fue transmitido del 23 de noviembre del 2012 al 21 de diciembre del 2012 y fue filmado en Nueva Guinea, Papúa Nueva Guinea, en Oceanía. El tercer especial contó con la participación de:
- El actor surcoreano Park Sang-myun.
- La actriz y personalidad de televisión surcoreana Kim Jae-kyung.[22]
- La comediante surcoreana Jo Hye-ryun.
- La actriz surcoreana Jo An.
- La comediante y actriz surcoreana Jung Joo-ri.
- La actriz surcoreana Lee Soo-kyung.

#### Law of the Jungle K
El especial "Law of the Jungle Kids" fue transmitido el 11 de febrero del 2013 durante el año coreano y tomó lugar en la Isla de Mindoro, en las Filipinas, Sudeste de Asia, donde participaron varias celebridades con sus hijos, entre ellos:
- La comediante Jo Hye-ryun junto a su hijo Kim Woo-joo.
- El actor Lee Jung-yong junto a sus hijos Lee Mid-eum y Lee Ma-eum.
- El comediante Yeom Kyung-hwan junto a su hijo Yeom Kyung-hwan.
- El cantante Park Nam-jung junto a sus hijas: la actriz Park Si-eun y Park Si-woo.
- El comediante Jung Jong-chul junto a su hijo Jung Si-hoo.

El especial fue narrado por el comediante Kim Kook-jin.
Previamente la comediante Jo Hye-ryun había participado en el especial de mujeres "2012 Chuseok Special" transmitido el 1 de octubre del 2012 filmado en la Isla de Malakula, en Vanuatu, Oceanía.

### Spin-off
El programa tuvo un spin-off titulado "Laws of the City", que contó con la participación del músico John Park, los actores Kim Sung-soo, Lee Chun-hee y Jung Kyung-ho, la actriz Baek Jin-hee, y los cantantes Moon Chul de (Royal Pirates) y Ailee. El programa fue estrenado el 11 de junio del 2014 y fue filmado en Nueva York.

## Emisión
Originalmente el programa se transmitía los viernes a las 11:00pm KST (horario estándar de Corea), posteriormente se cambió formando parte de los programas transmitidos por "Good Sunday" los domingos empezando el 6 de mayo del 2012 emitiéndose a las 5:00pm antes del exitoso programa Running Man y reemplazando la primera temporada del programa "K-pop Star".
Con el regreso de la segunda temporada de K-pop Star al programa Good Sunday, el programa comenzó a transmitirse los viernes a las 10:00pm a partir del 16 de noviembre del 2012.

## Premios y nominaciones
| Año  | Categoría                                | Premio                                   | Nominado (a)                      | Resultado |
| ---- | ---------------------------------------- | ---------------------------------------- | --------------------------------- | --------- |
| 2021 | Rookie Award (Reality)                   | SBS Entertainment Award                  | Park Goon                         | Ganó      |
| 2020 | Golden Content Award                     | SBS Entertainment Award                  | "Law of the Jungle"               | Ganó      |
| 2017 | Best Challenger                          | 12th SBS Entertainment Award             | Jeon Hye-bin                      | Ganó      |
| 2017 | Producer Award                           | SBS Entertainment Award                  | Kim Byung-man                     | Ganó      |
| 2017 | Best Challenge Award                     | SBS Entertainment Award                  | Kim Se-jeong                      | Ganó      |
| 2017 | Best Challenge Award                     | SBS Entertainment Award                  | Jo Bo-ah                          | Ganó      |
| 2016 | Best Couple - Brotherhood Award          | 10th SBS Entertainment Award             | Seo Kang-joon y Jota              | Nominados |
| 2016 | Best Entertainer Award                   | 10th SBS Entertainment Award             | Seolhyun                          | Ganó      |
| 2016 | Best Entertainer Award                   | 10th SBS Entertainment Award             | Kim Hwan                          | Ganó      |
| 2016 | Rookie Award, Male                       | 10th SBS Entertainment Award             | Kangnam                           | Ganó      |
| 2016 | Grand Award (Daesang)                    | 10th SBS Entertainment Award             | Kim Byung-man                     | Nominado  |
| 2015 | Grand Award (Daesang)                    | 9th SBS Awards Festival                  | Kim Byung-man                     | Ganó      |
| 2015 | Best Entertainer Award                   | 9th SBS Awards Festival                  | Park Han-byul                     | Ganó      |
| 2015 | Best Entertainer Award                   | 9th SBS Awards Festival                  | Yook Joong-wan                    | Ganó      |
| 2015 | Best Challenge Award                     | 9th SBS Awards Festival                  | Jeong Jin-woon                    | Ganó      |
| 2014 | Best Entertainer Award                   | 8th SBS Awards Festival                  | Ryu Dam                           | Ganó      |
| 2014 | Best Entertainer Award                   | 8th SBS Awards Festival                  | Park Jung-chul                    | Ganó      |
| 2014 | Best Entertainer Award                   | 8th SBS Awards Festival                  | Ye Ji-won                         | Ganó      |
| 2014 | Variety Category - Best Program Award    | 8th SBS Awards Festival                  | Law of the Jungle                 | Ganó      |
| 2014 | Grand Award (Daesang)                    | 8th SBS Awards Festival                  | Kim Byung-man                     | Nominado  |
| 2013 | Best Challenge Award                     | 7th SBS Entertainment Award              | Oh Jong-hyuk                      | Ganó      |
| 2013 | Best Challenge Award                     | 7th SBS Entertainment Award              | Ahn Jung-hwan                     | Ganó      |
| 2013 | Friendship Award                         | 7th SBS Entertainment Award              | Ryu Dam                           | Ganó      |
| 2013 | Popularity Award                         | 7th SBS Entertainment Award              | Kim Sung-soo                      | Ganó      |
| 2013 | Popularity Award                         | 7th SBS Entertainment Award              | Cho Yeo-jeong                     | Ganó      |
| 2013 | Broadcast Writer Award                   | 7th SBS Entertainment Award              | Joo Gi-bbeum                      | Ganó      |
| 2013 | Best Staff Award                         | 7th SBS Entertainment Award              | Law of the Jungle                 | Ganó      |
| 2013 | Grand Award (Daesang)                    | 7th SBS Entertainment Award              | Kim Byung-man                     | Ganó      |
| 2013 | TV Category: Entertainment Award         | 49th Baeksang Arts Award                 | Kim Byung-man                     | Ganó      |
| 2013 | First Prize: Real Documentary Category   | 46th Houston International Film Festival | Law of the Jungle in Vanuatu      | Ganó      |
| 2012 | Most Outstanding Award: Variety Category | 6th SBS Entertainment Award              | Kim Byung-man                     | Ganó      |
| 2012 | Producer Award                           | 6th SBS Entertainment Award              | Yoon Do-hyun                      | Ganó      |
| 2012 | Most Outstanding Program                 | 6th SBS Entertainment Award              | Law of the Jungle                 | Ganó      |
| 2012 | Best Entertainer Award                   | 6th SBS Entertainment Award              | Choo Sung-hoon                    | Ganó      |
| 2012 | Best Entertainer Award                   | 6th SBS Entertainment Award              | Jeon Hye-bin                      | Ganó      |
| 2011 | Most Outstanding Award: Variety Category | 5th SBS Entertainment Award              | Kim Byung-man                     | Ganó      |
| 2011 | Achievement Award                        | 5th SBS Entertainment Award              | Kim Byung-man's Law of the Jungle | Ganó      |

## Producción
El programa es uno de los espectáculos de la cadena SBS: Good Sunday (un show de variedades).
Es dirigido por Min Seon-hong, Kim Jin-ho, Lee Se-young y Baek Soo-jin, cuenta con los escritores Park Mi-ra, Park Young-in, Jung Ji-hye, Kim Hyung-joo, Moon Ah-reum, Hwang Bo-bae, Yoon Ji-won y Won Sol-ip, mientras que la producción está a cargo de Lee Ji-won.
El programa es narrado por el cantante Yoon Do-hyun.
Durante el inició la música es "Welcome to the Jungle" de Guns N' Roses.
Durante la temporada realizada en Burnei al finalizar el programa sonaba "Last Hunter in Brunei" de Park Chanyeol.